# Semisuberites
Semisuberites is een geslacht van sponsdieren uit de klasse van de Demospongiae (gewone sponzen).

## Soort
- Semisuberites cribrosa (Miklucho-Maclay, 1870)